# Зыбайло, Григорий Борисович
Григо́рий Бори́сович Зыба́йло (бел. Рыгор Барысавіч Зыбайла; 15 сентября 1913, Яглевичи — 15 ноября 1987, там же) — белорусский военный и политический деятель, коллаборационист. Член ЦК Белорусской независимой партии и сотрудник Белорусской народной самопомощи; военнослужащий в составе 1-го белорусского штурмового взвода, Белорусской краевой обороны и десантного батальона «Дальвиц».

## Ранние годы и война
Родился 15 сентября 1913 года в деревне Яглевичи (нынешний Ивацевичский район Брестской области). По образованию инженер-лесоустроитель. С началом Второй мировой войны участвовал в боевых действиях против немецких войск в составе Войска Польского, попал в плен. После освобождения из плена стал сотрудничать с абвером, работал в Белорусском комитете в городе Бяла-Подляска.
В июне 1941 года Зыбайло вошёл в состав 1-го штурмового взвода, вместе с которым был заброшен на территорию БССР перед началом Великой Отечественной войны. С осени 1941 года был председателем Слонимского отделения Белорусской народной самопомощи и членом ЦК Белорусской независимой партии. В дальнейшем был снят с должности и направлен на работу в Деречин (по некоторым данным, за попытку выступить против немецкой оккупационной администрации и преследований мирных жителей).
С лета 1943 года — заместитель председателя БНС Ю. А. Соболевского в Минске. С марта 1944 года — начальник Белорусской краевой обороны (БКА) в Глубоком, старший лейтенант БКА. 27 июня 1944 года участвовал во Втором Всебелорусском конгрессе в Минске. Летом того же года бежал в Германию, был обер-лейтенантом бригады вспомогательной полиции порядка «Зиглинг».
В конце 1944 года вместе со своим подразделением Зыбайло перешел на сторону французских партизан, а позже попал добровольцем в Армию Андерса. Часть белорусских солдат, с которыми служил Зыбайло, сдалась американцам.

## После войны
Достаточно долгое время утверждалось, что Григорий Зыбайло был убит в 1945 году в Марселе польской контрразведкой Армии Андерса, поскольку поляки установили факт, что он служил в Белорусской краевой обороне. В частности, Борис Данилюк писал, что в начале 1947 года во французскую зону немецкой оккупации приехал председатель Рады БНР Николай Абрамчик, чтобы провести переговоры с главой Польши в изгнании Владиславом Рачкевичем об освобождении Зыбайло, однако от того он узнал, что его «самовольно застрелил некий польский шовинист».
Однако, по словам Виктора Сикоры, Зыбайло некоторое время преподавал в некоей спецшколе для подготовки диверсантов к заброске на территорию СССР. Считается, что усилиями МГБ СССР Зыбайло был захвачен во Франции и вывезен в БССР: его якобы похитили двое человек, которые были хорошо осведомлены о деятельности белорусской политической эмиграции, а затем увезли в Германию, откуда он прибыл в СССР. Со слов Петра Пархуты, члена Белорусской народной самопомощи, который был переводчиком при Зыбайло, Григорий Борисович был вывезен через территорию Чехословакии. Сам Зыбайло никогда не рассказывал, как вернулся в СССР.
Григорий Борисович рассказывал, что его обвиняли в измене Родине, однако он отвергал эти обвинения, утверждая, что считает своей родиной не СССР, а Белоруссию. По словам Виктора Сикоры, на допросах ему якобы выбили глаз, а самого приговорили к 25 годам лишения свободы. Сам же Зыбайло говорил, что был приговорён к 10 годам тюрьмы, а слухи о выбитом глазе не подтверждались. Он был освобождён в 1950-е годы, после освобождения проживал в Ивацевичском районе и работал строителем. В одной из газет Ивацевичей появилась групповая фотография с Зыбайло, что вызвало в своё время большой скандал.
Зыбайло скончался 15 ноября 1987 года в Яглевичах и был похоронен там же.

## Семья
Супруга — Евдокия Антоновна Козлова (23 февраля 1917 — 8 апреля 1983), учительница, в годы Великой Отечественной войны работала разведчицей под прикрытием в Белорусской центральной раде в окружении Радослава Островского, а также, по некоторым данным, участвовала в 1945 году в Чехословакии в мероприятиях по задержанию белорусских коллаборационистов. Они поженились после освобождения Зыбайло из лагерей.
В браке родился сын, который утверждал, в школе его обзывали «полицаем» и «БНФовской сволочью» из-за биографии отца. Со слов сына, Григорий Борисович при этом одновременно был агентом советской разведки с 1939 года. У него был племянник, который работал конюхом в жандармерии, за что был осуждён и отправлен в лагеря.

## Комментарии
1. ↑  В некоторых источниках — Игорь[1]